# Justyna Timnik
Justyna Elenore Elisabeth Timnik z domu Willich  (niem. Justine Timnik) (ur. 1789, zm. po 1860) – żyjąca w XIX wieku wdowa po mrągowskim burmistrzu i kupcu Gustavie Timniku.
Była żoną jednego z majętniejszych kupców w Mrągowie, po jego śmierci dużą część posiadanego majątku przeznaczyła na dobro miasta. W 1859 podarowała plac przy dzisiejszej ulicy Brzozowej, który podzielono i przeznaczono na cmentarz katolicki i kirkut. Jej życzeniem było wybudowanie kaplicy poświęconej jej rodzinie. Rok później przekazała kolejny plac na budowę kościoła, który wybudowano bardzo szybko (jak na ówczesne możliwości). Konsekracja miała miejsce 28 października 1860. Rozporządzeniem z 18 stycznia 1861 erygowano w nim nową parafię.
Pozostałością po rodzinie Timników jest nazwa jednej z ulic Mrągowa (dawnego PGR) – Tymniki oraz wieś Tymnikowo. Wieś Timnikswalde założył w 1815 małżonek Justyny Timnik, budując tam pałacyk.